# O.D. Anosike
Oderah Anosike, detto O.D. (New York, 3 gennaio 1991), è un cestista statunitense con cittadinanza nigeriana, figlio di genitori nigeriani. La sorella Nicky anch'essa cestista, ha giocato nella WNBA.

## Carriera
Di ruolo centro, Anosike ha disputato quattro stagioni a livello di college con la maglia dei Saints di Siena College. Ha chiuso le ultime due stagioni in testa alla classifica dei rimbalzisti offensivi, difensivi e totali in Metro Atlantic Athletic Conference, e figurando ai vertici anche di quelle assolute NCAA.
Chiusa la carriera universitaria, si è trasferito in Serie A con la maglia della Victoria Libertas Pesaro.
Deve il suo soprannome "O.D." al periodo della scuola d'infanzia: poiché i suoi amici non riuscivano a pronunciare al meglio il nome Oderah, si limitavano alle prime due lettere del nome stesso.
Il 15 luglio 2014 viene ufficializzato il passaggio alla Felice Scandone Basket Avellino.
Il 24 agosto 2015 firma in Spagna con Saski Baskonia.
Il 10 ottobre 2015 firma in Grecia con l'AEK Atene .
Il 7 gennaio 2016 torna in Italia firmando con l' Enel Brindisi .

## Palmarès
- Campionato messicano: 2

Fuerza Regia: 2020, 2021
- Campionato libico: 1

Al-Ahly Bengasi: 2023